# بواديلا ديل مونتي
بواديلا ديل مونتي (بالإنجليزية: Boadilla del Monte)‏ هي بلدية ومدينة في منطقة الحكم الذاتي وتقع في منطقة مدريد في وسط إسبانيا. تقع هذه المنطقة غرب مدريد. تبلغ مساحة هذه المدينة 47.24 (كم²)، ويبلغ عدد سكانها 41807 نسمة حسب إحصاء سنة 2008 م.

## وصلات خارجية
- الموقع الرسمي